# Huntington Center (Columbus)
El Huntington Center es un rascacielos en Capitol Square en el centro de Columbus, la capital del estado de Ohio (Estados Unidos). Tiene 156 m de altura y 37 pisos. Es el cuarto edificio más alto de Columbus y el más alto construido en la década de 1980. Se completó en 1984. 

## Diseño
Hace parte de un complejo con el mismo nombre, que también contiene Huntington Plaza, DoubleTree Hotel Guest Suites Columbus y Huntington National Bank Building. Está inspirado en el Statehouse de Ohio.
El núcleo de atrios de vidrio y acero está empotrado en el complejo de oficinas revestido de granito rojo, creando un efecto general de dos torres unidas por la fachada vidrio. Es el edificio más alto completado en Columbus durante la década de 1980.